# Запруддя (Білоцерківський район)
Запру́ддя (до 1960 — Вінцентівка) — село в Рокитнянській селищній громаді Білоцерківського району Київської області України. Населення становить 1311 осіб. У ХІХ столітті — волосний центр.

## Історія
Поблизу села археологічні експедиції зафіксували одну з найпівнічніших сарматських поховальних пам'яток — скіфський курган. Поселення на сучасній території засноване 1507.
Л. Похилевич залишив коротку записку про географію і населення села: 
| Винцентовка, село при речке Гороховатке, близ границы Киевского уезда, в 45 верстах от Белой Церкви. В 1790 году в 140 дворах было обоего пола 1215 жителей" |.
Назву «Вінцентівка» село одержало 1752 від імені Станіслава Вінцентія, князя Яблоновського, який старостував тут. У ті часи село належало до Білоцерківського староства.
За переказами старожилів, через поселення дорогою на Білу Церкву проїздив гетьман Б. Хмельницький, який відпочивав із своїми козаками там, де нині розташовані озера. І дотепер збереглися деякі величезні пеньки від розкішних верб та осокорів, що росли вздовж берегів.
У давнину село було вільним, та з приходом в Україну шляхти землі села стали власністю магнатів, а селяни стали кріпаками графів Браницьких. Економія їх була розташована на території нинішнього села Маківка. Першим поміщиком у ній був шляхтич Маківський.
1752 на території села князем Яблоновським побудована дерев'яна греко-католицька церква. 1768 перебудована. Це були часи Коліївщини, коли православні миряни виганяли католиків та уніатів і споруджували нові церкви. 1786 вінцентівський храм в ім'я святого Миколая збудовано практично заново. У кінці XVIII століття у числі інших православних храмів південної Київщини вінцентівська церква отримала у подарунок від уряду окремі деталі одягу духовних осіб. Ще довго селяни з найближчих сіл приїздили подивитися на речі, прислані царицею з далекого Петербурга.
Миряни Вінцентівки і Ліщинки дбайливо доглядали свій храм і регулярно його ремонтували. Та в середині XIX століття споруда потребувала вже капітального ремонту, і кріпаки села звернулися до графа Браніцького з проханням полагодити храм. Коли ж граф проігнорував це прохання, то миряни написали листа київському митрополиту Філарету. Владика повідомив про ситуацію київського генерал-губернатора, а він, у свою чергу, почав впливати на гонористих графів. Листи високопоставленої особи зробили свою справу: графська економія виділила кошти і деревину, церкву оновлено і освячено 1850. Після скасування кріпацтва 1861 миряни здійснювали ремонтні роботи самостійно.
1864 році населення Вінцентівки становило 2456 осіб. «Ведомость оброчным статьям» дає певні уявлення про вінцентівське хазяйство у 1865—1871 роках, коли у володіннях Браницьких порядкував Петро Троцький:
| "Все доходные статьи по имению, как-то: от рыбной ловли, от мельниц, от продажи горячительных напитков на всем пространстве господской и мирской земли, от полевых угодий и из других источников в имениях извлекаемых, не представляют крестьянам никакого права пользоваться этими статьями." |
Таким чином, і після скасування кріпосного права Браницькі залишалися повновладними господарями на селі.
За переписом 1895 року Вінцентівка була центром однойменної волості, мала 870 дворів з населенням 4645 осіб, з них 4357 селян, а решта 388 чол. — дворяни, міщани, купці.
У селі була церква, 1 водяний і 25 вітряних млинів, церковноприходська школа, по четвергах — великі базари. З 1891 працював медпункт, першим фельдшером якого був Дитиненко.
1895 громада побудувала запасний магазин (гамазей), куди зсипалося громадське зерно.
До села також належали ферма «Маківка»(35 ч.), 3 поселення — «Узинський степ»(4 ч.), «Московщина»(45 чол.), «Росава»(403 ч.) та власна садиба «Княжин» княжни М. Горчакової (31 ч.)
Протягом року відбувалися десятки «царських богослужінь» на честь численних подій в домі Романових. Особливими почестями оточувалася особа імператора Олександра ІІ за звільнення селян з кріпацької неволі. Прихожани Вінцентівки зібрали пожертви на спорудження у Санкт-Петербурзі храму «Спас-на-крові» на місці загибелі Олександра ІІ. Про це місцевий священик отець Іосиф Безвенглінський написав міністру внутрішніх справ, а той — правлячому імператору Олександру ІІІ, сину вбитого царя. Олександр ІІІ повелів міністру надіслати від його імені подяку мешканцям Вінцентівки. Вдячні жителі села ще раз оголосили громадський збір коштів для придбання у волосну управу портрета Олександра ІІІ.
За переписом 1900 року у Вінцентівці нараховувалось 992 двори з 5334 жителями. Крім церкви, у селі були каплиця, 1 водяний і 31 вітряний млини, 4 кінних топчаки, 5 кузень, 3 маслобійні. 1903 р. хлібний запасний магазин переобладнали і відкрили двокласне міністерське училище.
З 1917 — у складі УНР. З 1921 р. стабільний комуністичний режим. 1932-1933 сталіністи вдалися до голодомору, жертвами якого стала більшість села. Жителі тікали до сусідніх міст, а також заводського села Ставки. Пухлі люди повідомляли про групи канібалів, які наводнили село, і полювали переважно за дітьми.
1941 організатори голодомору втекли із села, 1943 вони повернулися.
З 1991 у селі українська влада. 
З 2014 мешканці Запруддя підтримали ЗСУ у боротьбі з агресією РФ в Україну, а 10 березня 2024, у Неділю про Страшний Суд, релігійна громада села проголосувала про вихід з неволі Московського патріярхату та послідовала Томосу Вселенського Патріарха про автокефалію Православної Церкви України, влившись у її Білоцерківську єпархію. 

Метричні книги, клірові відомості, сповідні розписи церкви св. Миколая с. Вінцентівка Васильківського пов. Київської губ. зберігаються в ЦДІАК України http://cdiak.archives.gov.ua/baza_geog_pok/church/vint_001.xml [Архівовано 11 грудня 2018 у Wayback Machine.]

### Відомі люди
У різні роки Вінцентівку відвідали В. Ляскоронський — автор «Иностранных карт и атласов XIV—XVII веков», літописець Г. Грабянка, київський губернатор І. Фундуклей, французький художник Де ля Фліз, П Миштаков — укладач «Списка рек Днепровского бассейна», Н Максимович — автор «Гидрологического и гидрографического очерка Киевской губернии», Л. Похилевич — славетний краєзнавець XIX ст., автор «Сказания о населенных местностях Киевской губернии».

## Населення

### Мова
Розподіл населення за рідною мовою за даними перепису 2001 року:
| Мова       | Кількість | Відсоток |
| ---------- | --------- | -------- |
| українська | 1305      | 99.54%   |
| російська  | 3         | 0.23%    |
| білоруська | 2         | 0.15%    |
| румунська  | 1         | 0.08%    |
| Усього     | 1311      | 100%     |

## Народились
- Максименко Сергій Дмитрович — український вчений, доктор психологічних наук, професор, дійсний член АПН України, директор Інституту психології ім. Г. С. Костюка АПН України
- Висоцький Кузьма Демидович (31. 10. 1911 — 4. 3. 1940) — учасник сталінської інтервенції до Фінляндії. Кулеметник 68-го стрілецького полку, 70-а стрілецька дивізія, 7 армія СССР. 1929 утік на Донбас, працював на шахті, з 1933 — на склозаводі в Чагодощенском районі Вологодської області. В РККА з 1939 року. Учасник фінляндської війни 1939-40 рр. 23 грудня 1939 року рядовий Висоцький успішно відбивав ворожі атаки, ведучи вогонь по супротивникові. Незважаючи на поранення, не пішов з поля бою. Звання Героя Радянського Союзу Кузьмі Дмитровичу Висоцькому присвоєне 15 січня 1940 року. В лютому 1940 року командир кулеметного взводу Висоцький у бою при оволодінні островом Пуккіонсарі (острів Цапиний, Виборзький район Ленінградської області) важко поранений, помер в шпиталі 4 березня 1940 року. Похований в Санкт-Петербурзі на Богословському кладовищі. Його ім'ям названі місто в Ленінградській області (бывш. Тронгзунд), вулиці в селі Запруддя і селищі Сазонові Чагодощенского району.
- Хижняк Світлана Іванівна — заслужений вчитель України, кандидат філологічних наук, авторка книги "10 кроків до щастя" 2016 року.